# Gelis margaritae
Gelis margaritae là một loài tò vò trong họ Ichneumonidae.